# Église Saint-Nizier de Troyes
L'église Saint-Nizier  est une église catholique située à Troyes (Aube), en France dédiée à Nizier de Lyon.

## Localisation
L'église est située sur la commune de Troyes entre deux bras de la Seine.

## Historique
C'est l'un des plus anciens édifices religieux de la ville, elle se trouve sur l'emplacement d'un oratoire du bas-empire qui était dédié à sainte Maur. L'édifice était alors hors les murs.  L'évêque Gallomonge a apporté de Lyon les reliques de saint Nizier qui furent déposées dans l'église paroissiale. Depuis 1080 cette paroisse était à la collation du chapitre cathédrale et incluait le Labourat, le Bourg-st-Jacques et une partie de Chaillouet et les Tauxelles. Elle avait encore son cimetière qui jouxtait les collatéraux nord et sud à la fin du XVIIIe siècle. L'édifice est classé au titre des monuments historiques en 1840 .

## Architecture
Le bâtiment actuel date du XVIe siècle, l'abside a des vitraux de 1505, le portail nord est de 1531 et le portail ouest de 1580. Elle est construite sur un plan rectangulaire à trois nefs et de quatre travées et couverte en 1582. De style gothique sauf pour les deux premières travées de la nef et du portail nord.

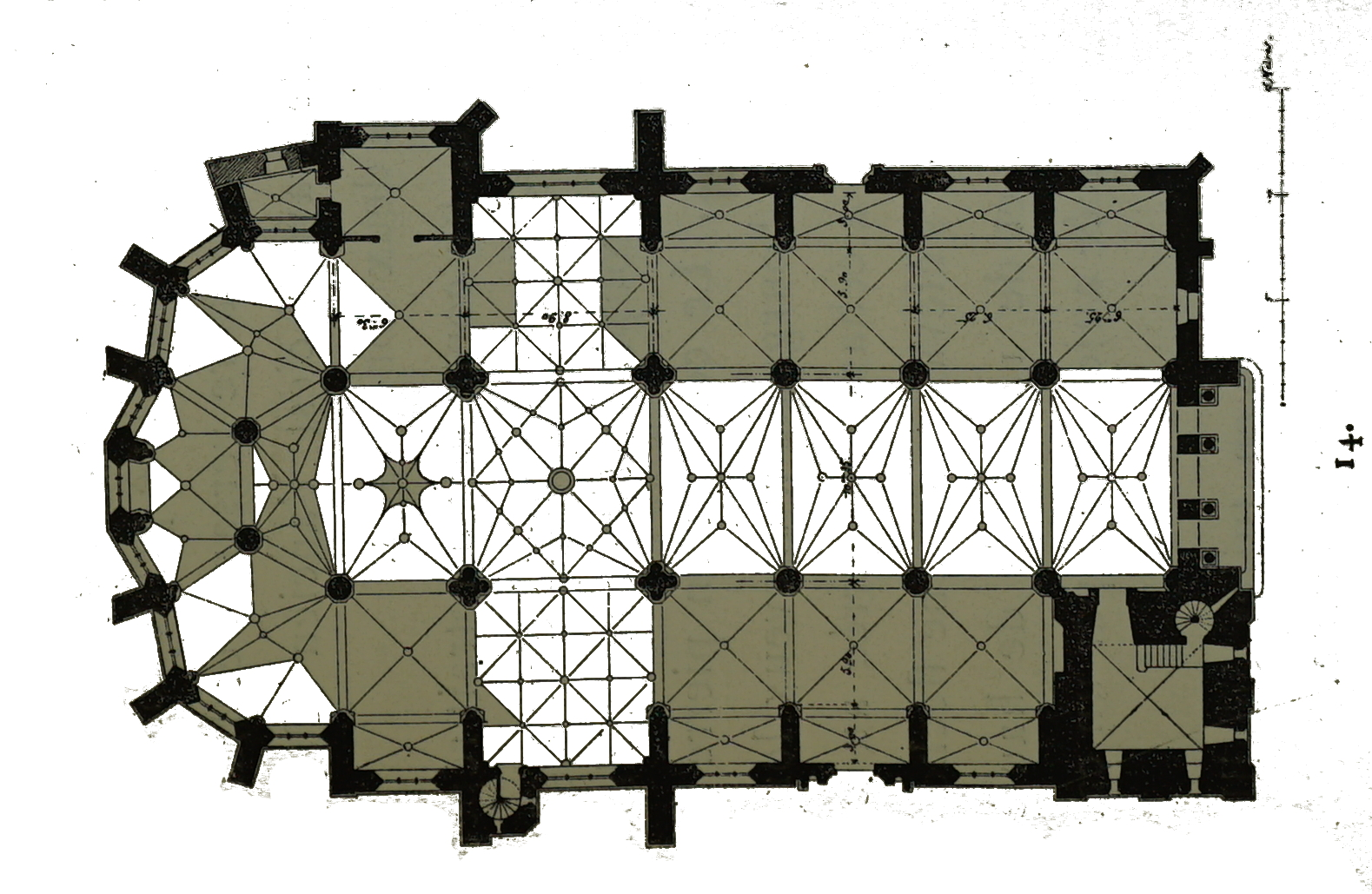
Plan de l'église par Charles Fichot.
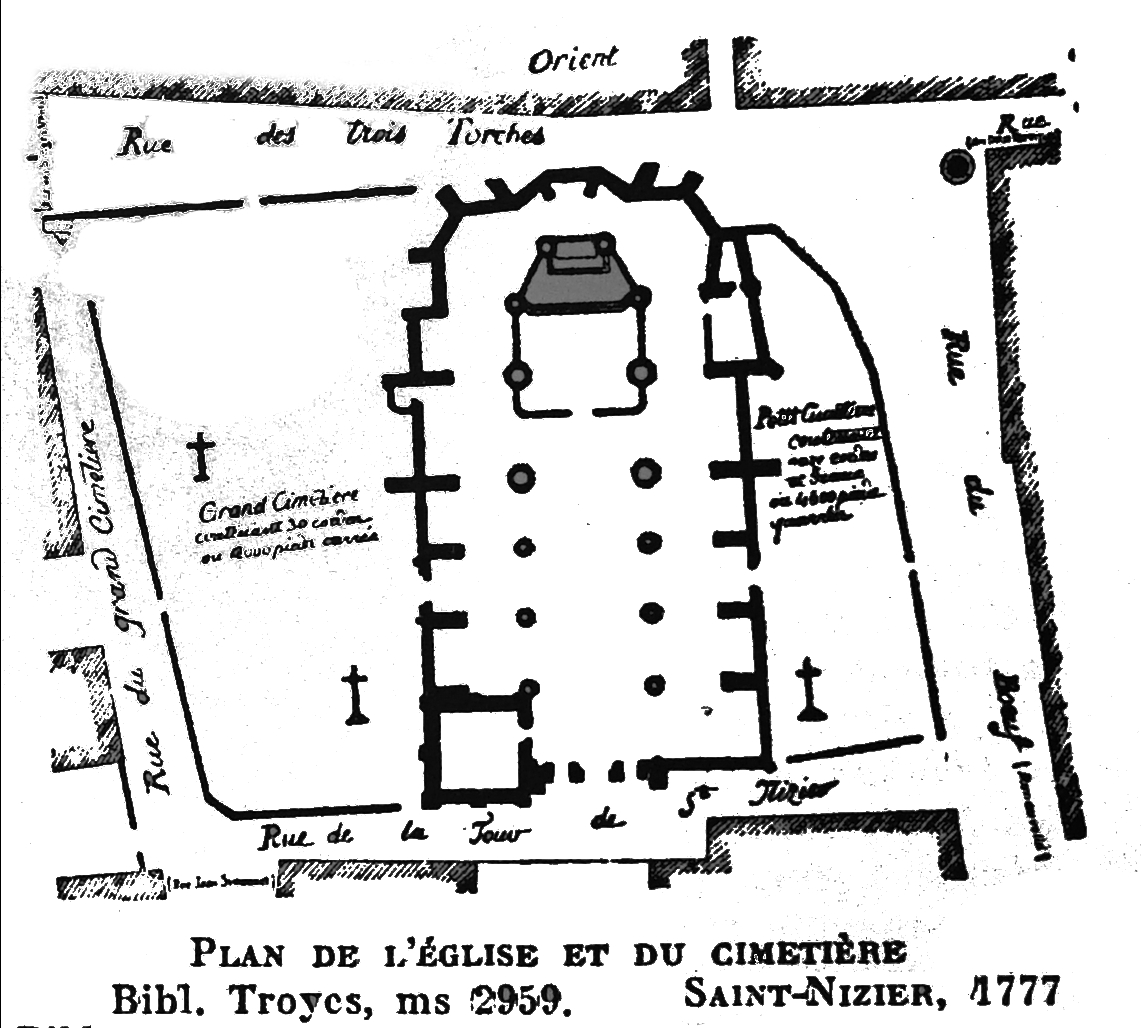
Plan avec les rues limitrophes.

### La tour
Elle fut édifiée par l'architecte Gérard Fauchot entre 1602 et 1606 pour le premier niveau, puis en 1608 par Laurent Baudrot et enfin les grandes baies avec abattant entre 1612 et 1619. Elle remplaçait un beffroi en bois qui menaçait ruine.

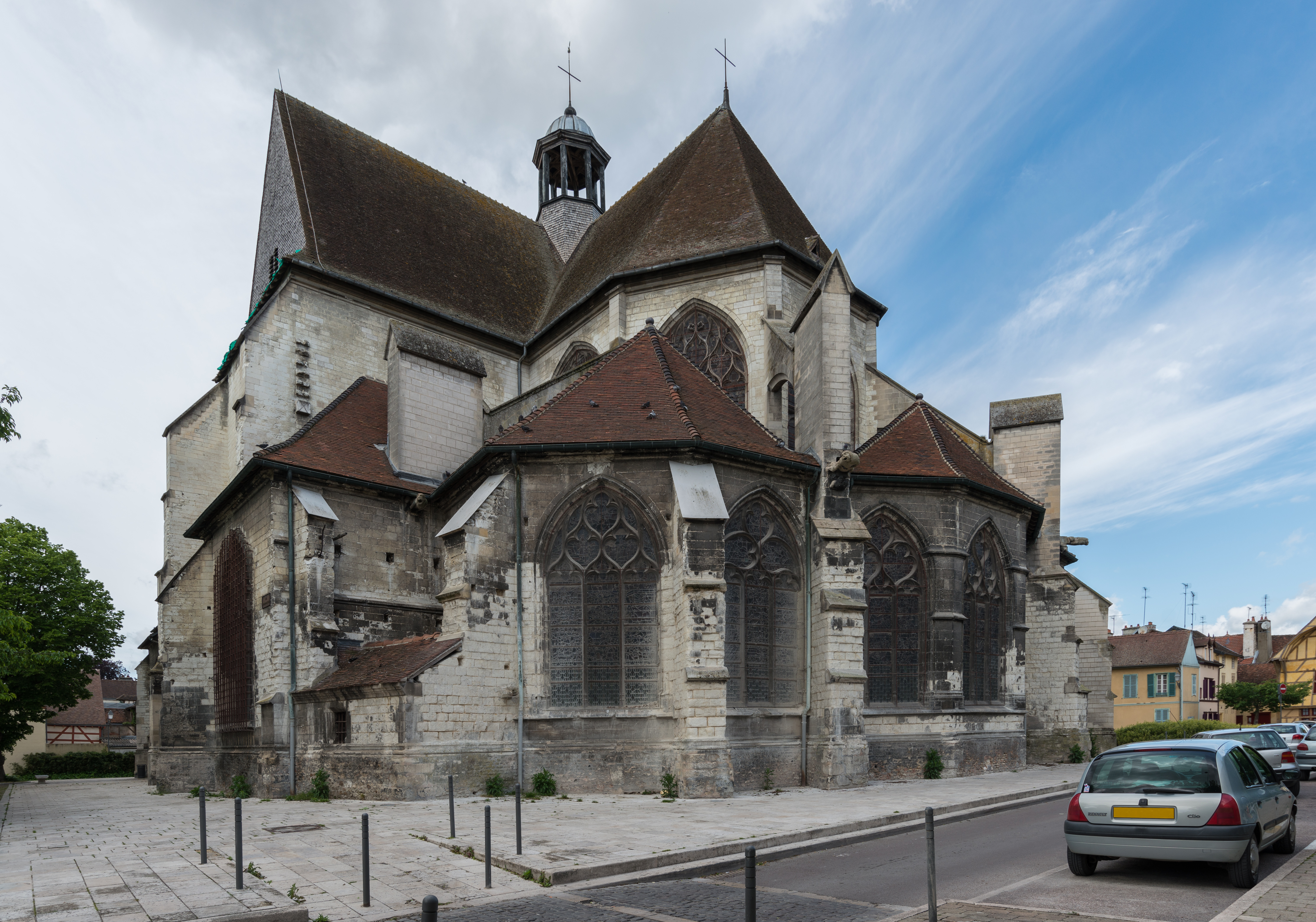
Abside au sud-est,
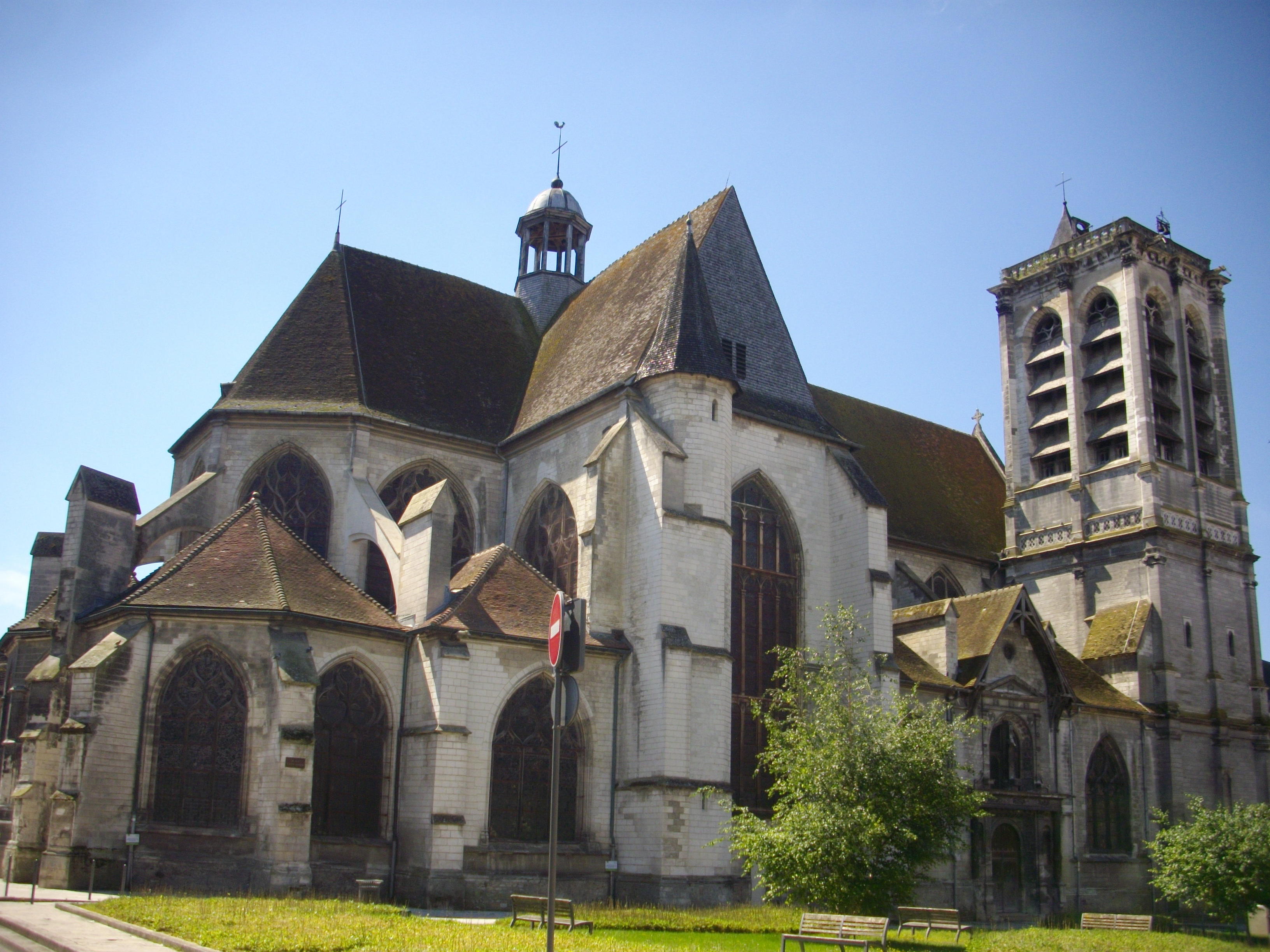
et au nord avec la tour,
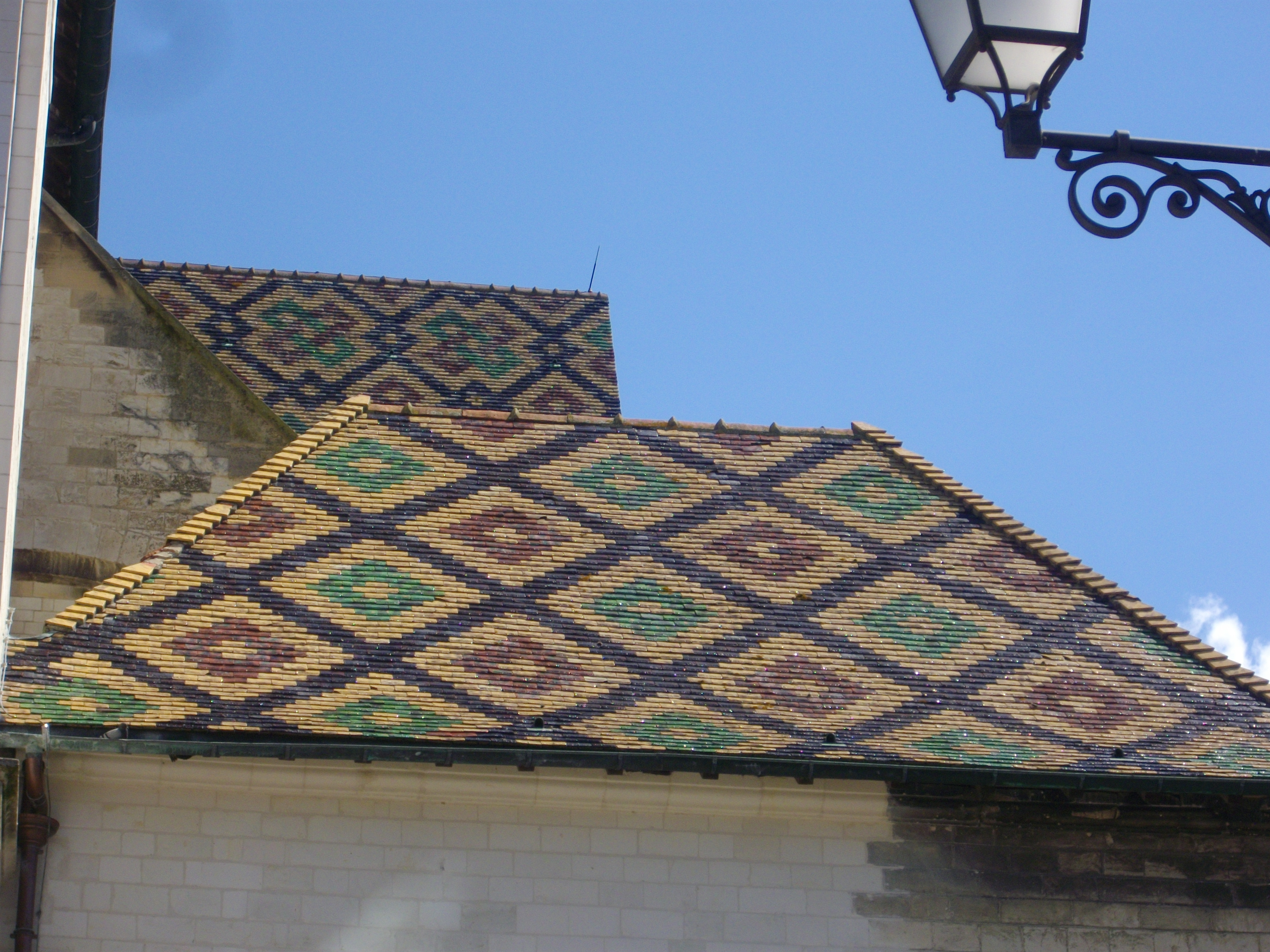
toit de style bourguignon en tuiles émaillées.

### Le portail nord
Il est de style Renaissance, porte les monogrammes de Diane de Poitiers et d'Henri II, il est achevé en 1548

### Le portail occidental
Il est attribué à l'architecte Dominique Florentin en 1574, on peut y trouver des monogrammes en C qui sont pour Charles X.

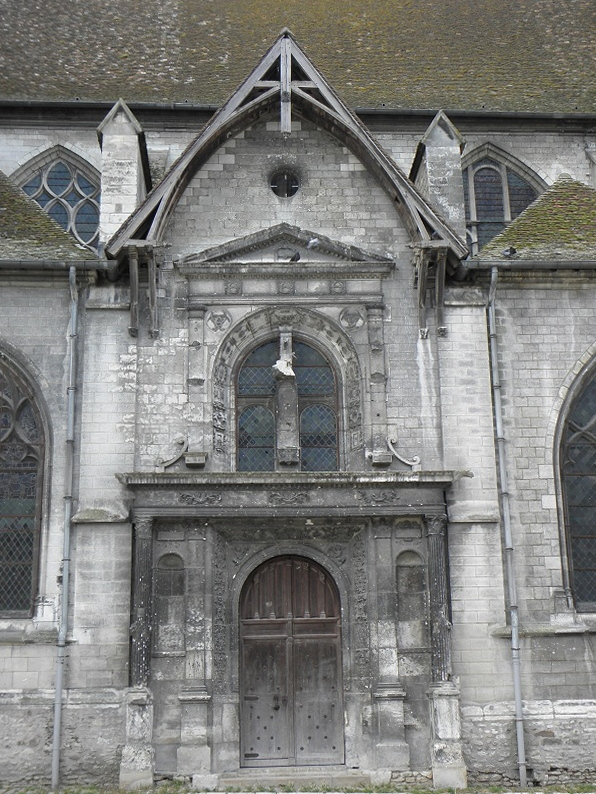
Portail avec monogrammes.
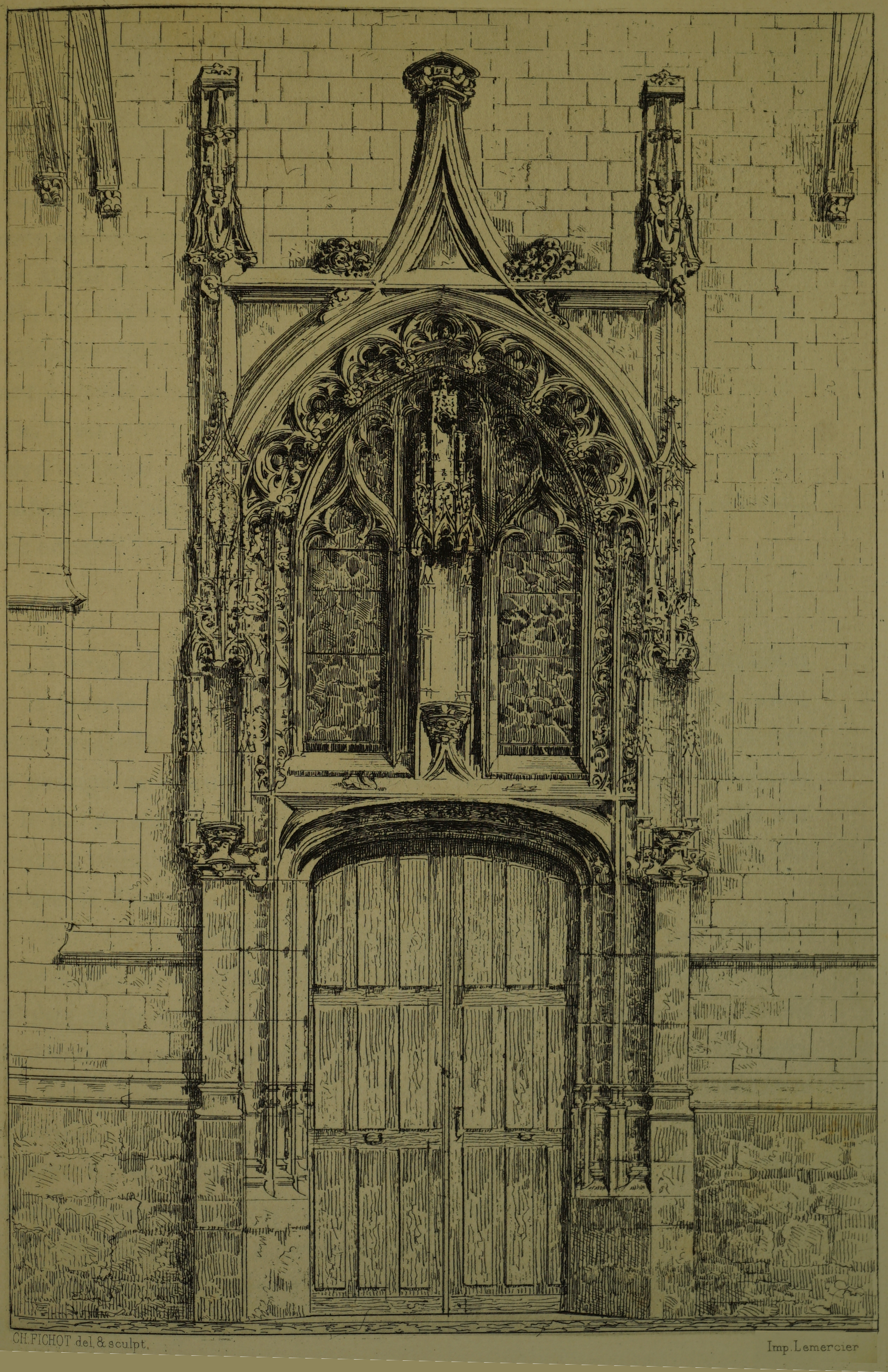
Du septentrion par Charles Fichot.

### Le portail sud
Il est de style gothique avec un dais en gothique flamboyant, il fut construit en 1531. 

### Les vitraux

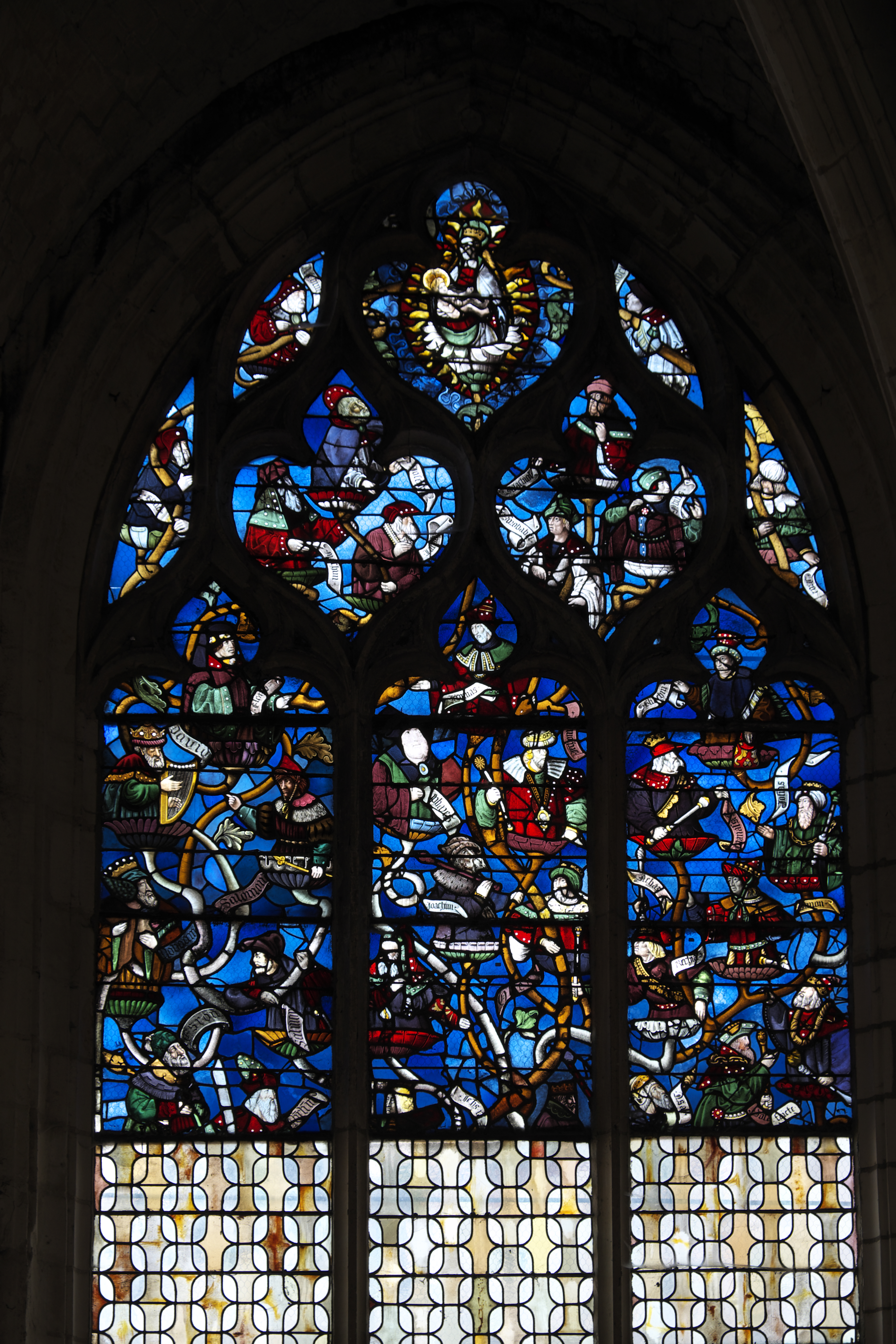
Arbre de Jessé,
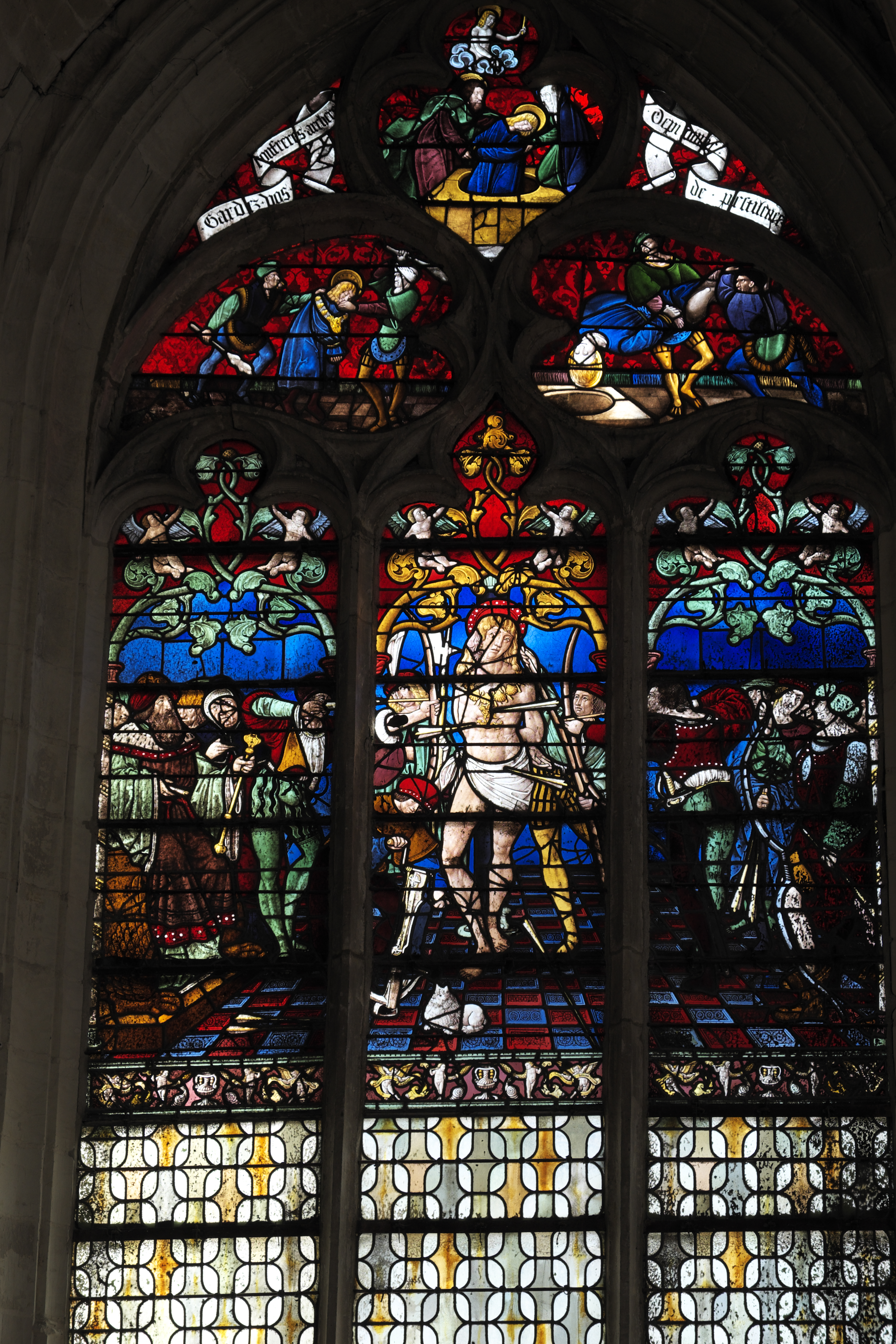
Martyre de Sébastien donné par la confrérie des archers de la ville,
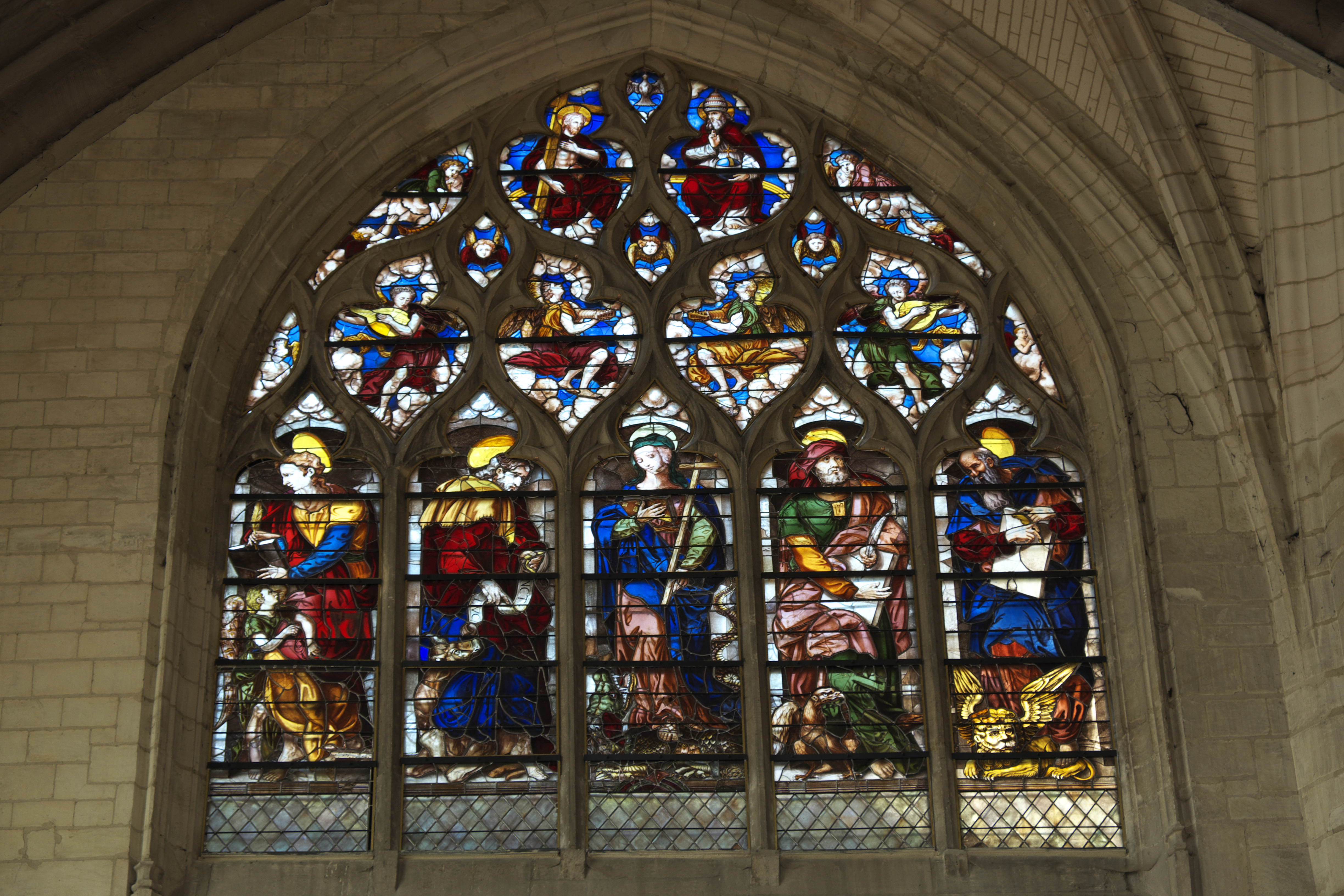
Marie et les quatre évangélistes.
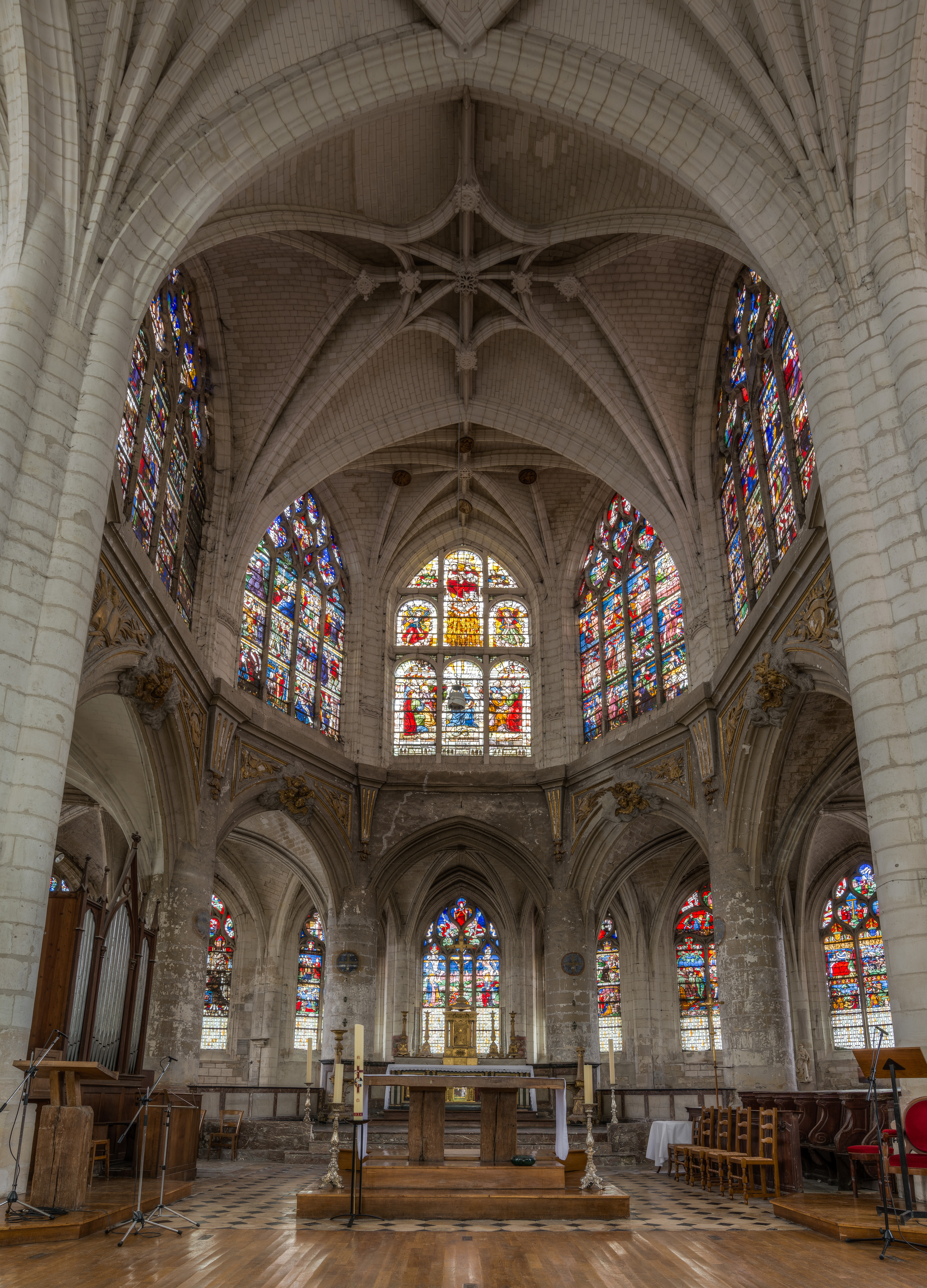
Le chœur.

L'abside et la nef laissent une large place à la lumière par de grandes baies vitrées. Certains vitraux sont des commandes pour l'église mais d'autres proviennent d'autres églises et furent posés au XVIIe siècle.

### L'orgue de chœur

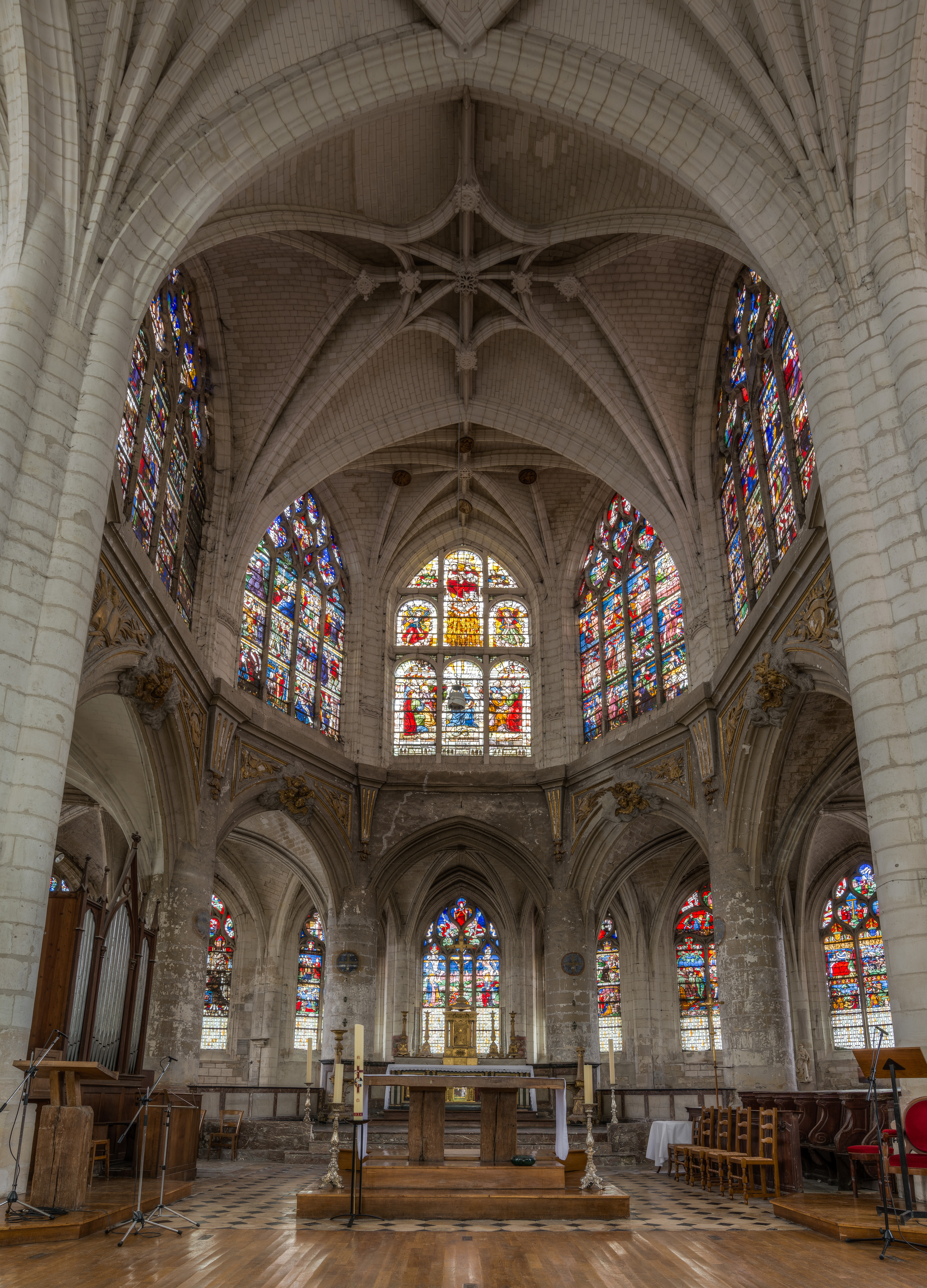
Le chœur de l'église et les vitraux de l'abside.

L'orgue est classé, tant pour la partie instrumentale en 1981, que pour le meuble.
Construit par Ducroquet en 1851 avec du matériel de la maison Daublaine. Il est constitué d'un clavier de 54 notes et d'un pédalier de 25 marches en tirasse permanente. Transmissions mécaniques. Pédales d'appel et retrait de la trompette 8.
Bon état et entretenu en juillet 2017. Il nécessiterait cependant une révision des anches.
La composition est la suivante :
Flûte 8 (basse et dessus), Salicional 8 (basse et dessus), Bourdon 8, Prestant 4 (basse et dessus), Doublette 2 (basse et dessus), Trompette 8 (basse et dessus), Hautbois 8 (dessus)

### La statuaire
Un ensemble de statues du XVIe siècle :
- Jean l'évangéliste[5] en bois,
- Joseph et l'Enfant Jésus[6] en calcaire,
- Un Christ de pitié[7] en calcaire et polychromie,
- Une Pietà[8] en calcaire et polychromie,
- Mise au tombeau[9] en calcaire,
- Marie[10] en bois de chêne,
- Marc et le lion[11] en calcaire,
- Haut-relief en calcaire[12].

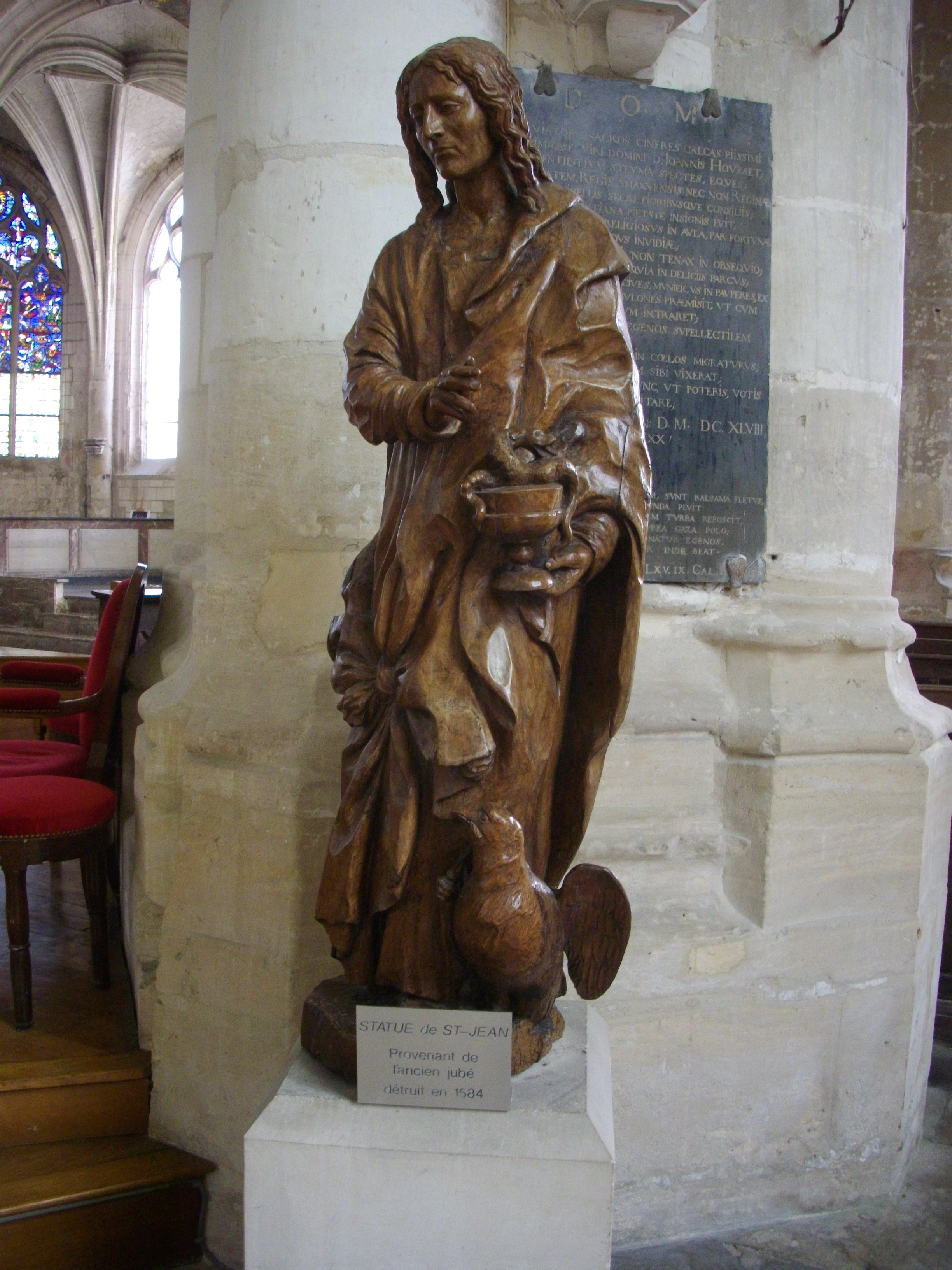
Jean,
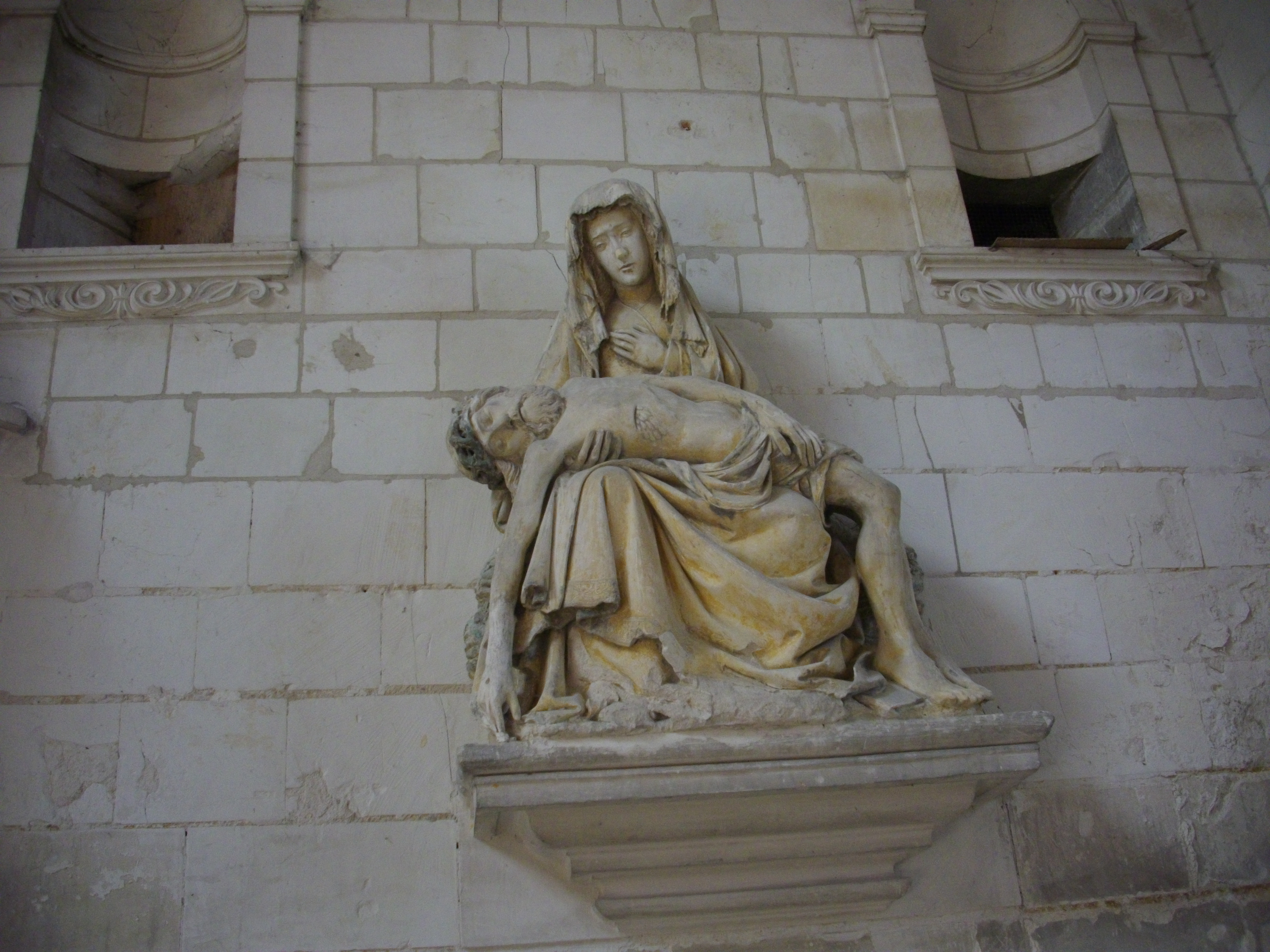
Pietà,
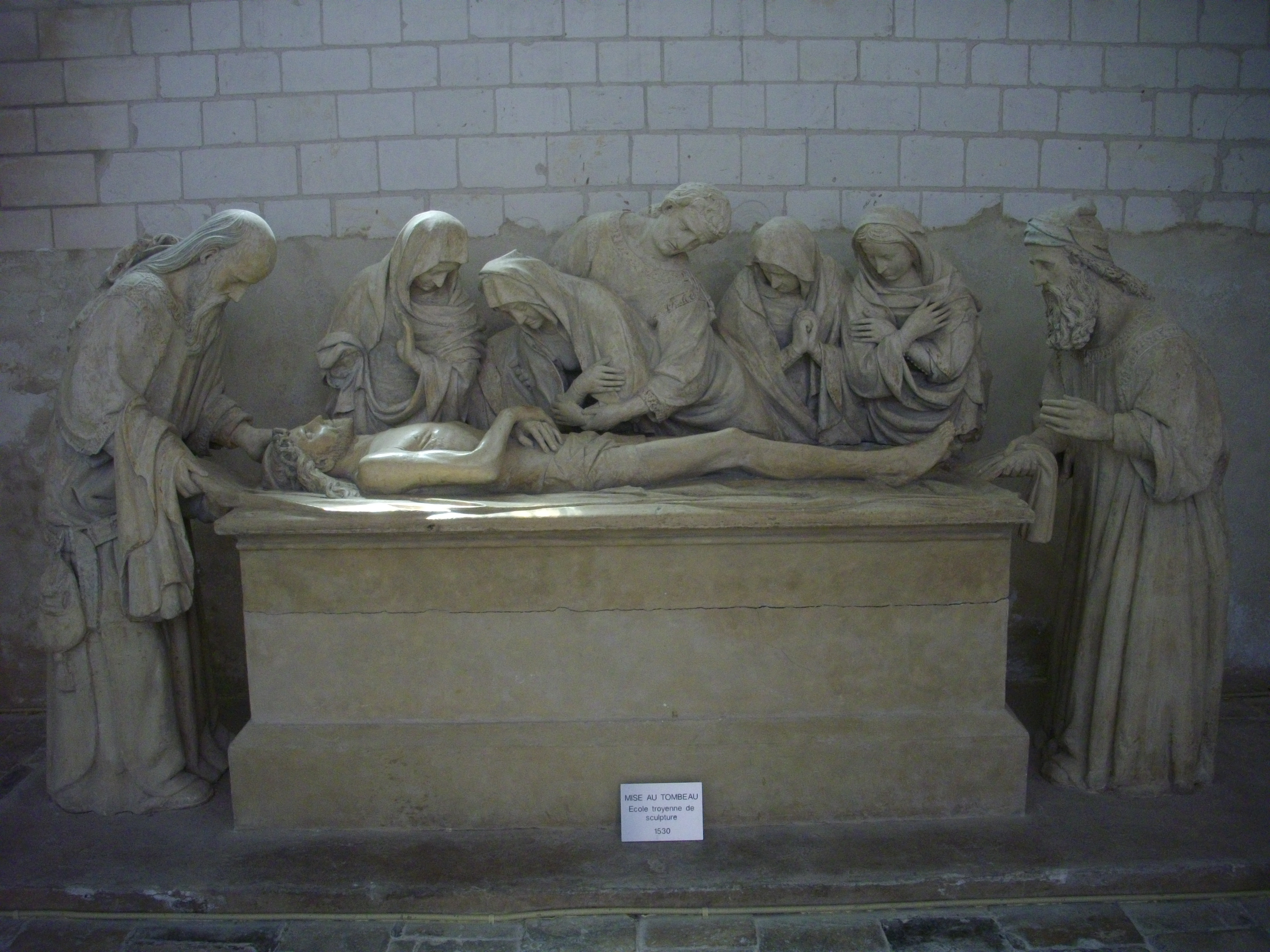
mise au tombeau,
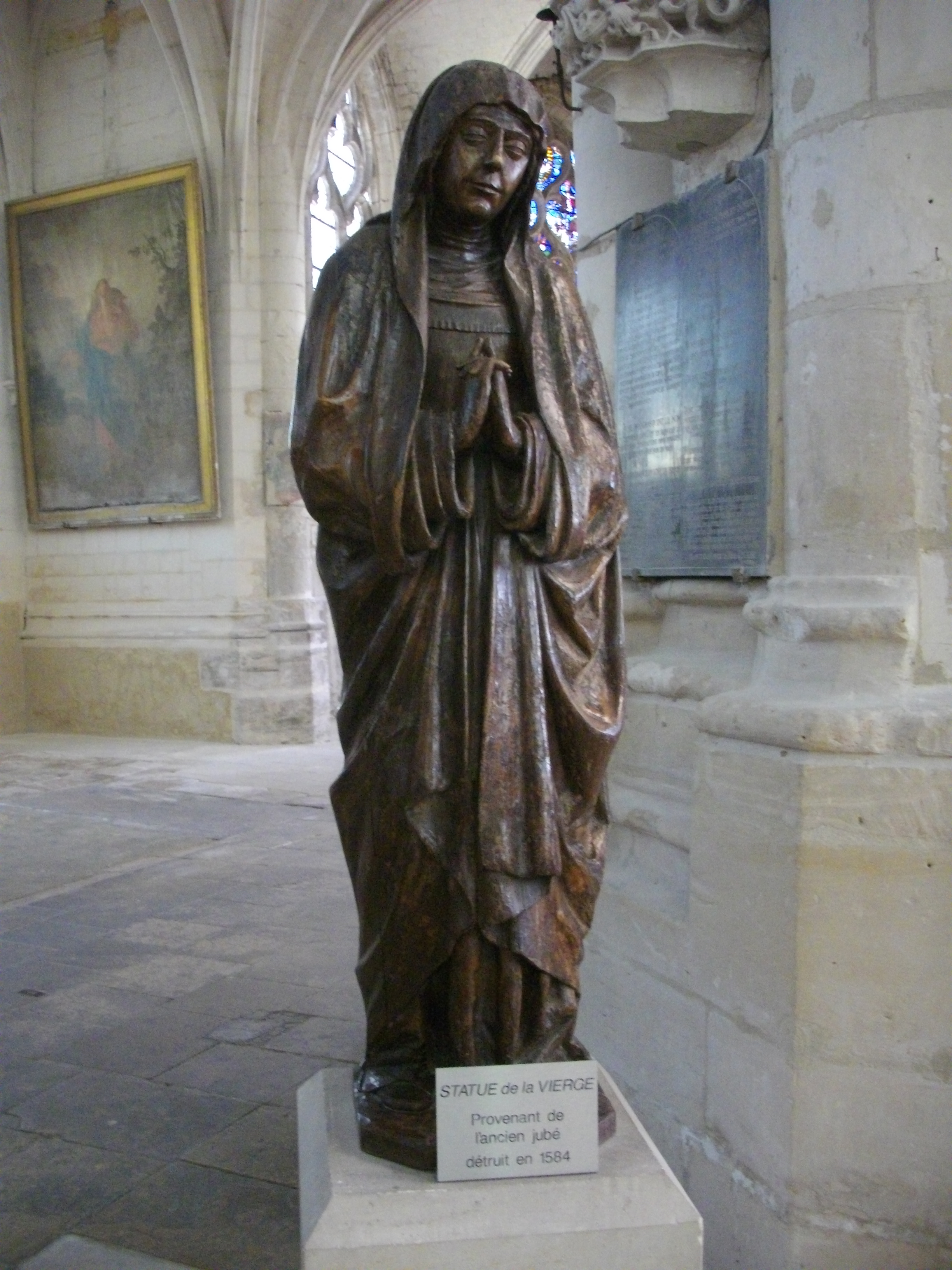
Marie,
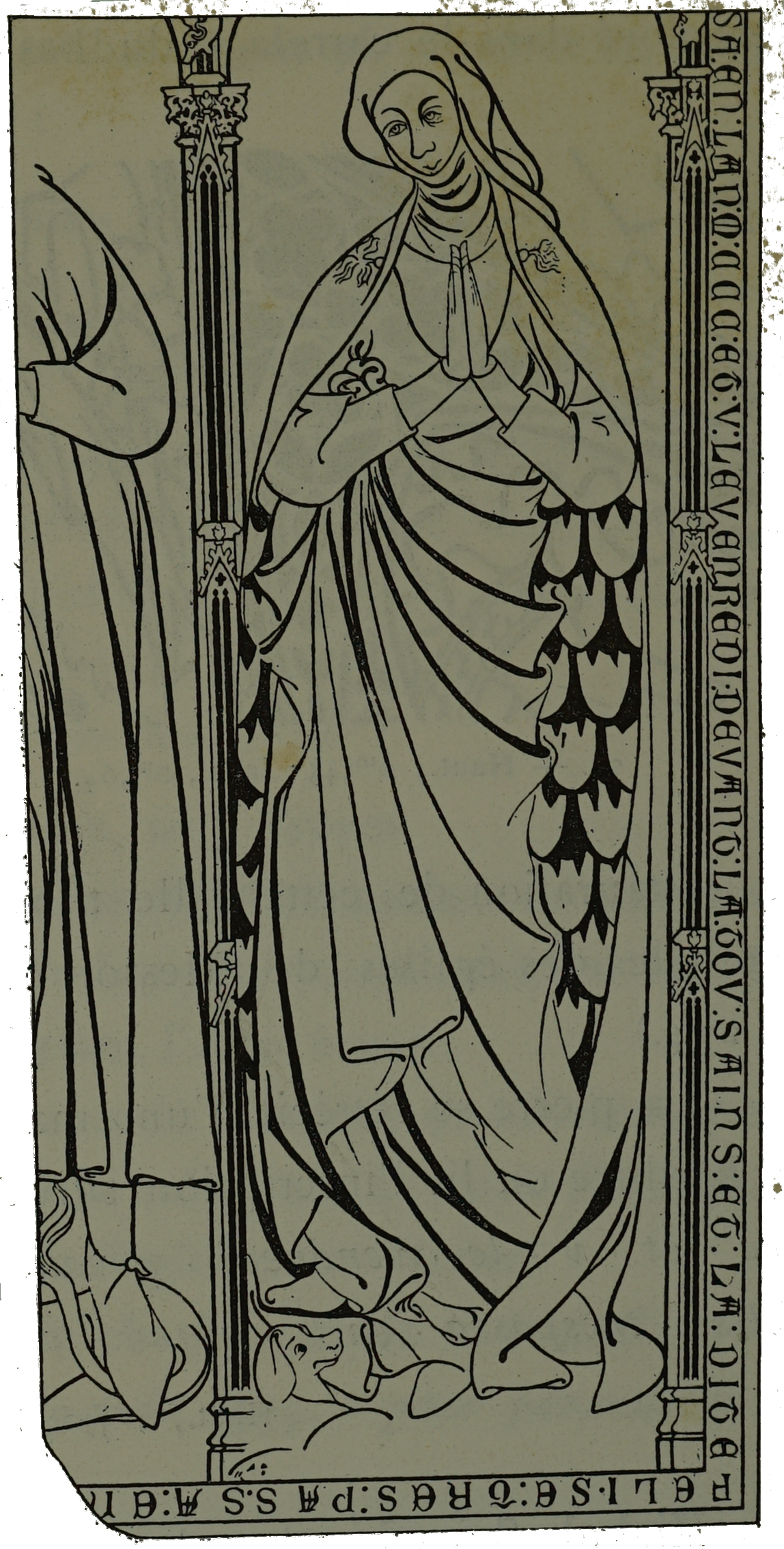
dalle de dame Félise[13].

### Les peintures
Elle possède des tableaux :
- Un tableau d'autel représentant l'Apparition de saint Nizier[14] de la fin XVIIIe siècle ;
- Une résurrection du Christ[15] par Pierre Cossard ;
- Bon Pasteur [16] ;
- Un saint remettant son âme[17] qui sont du XVIIIe siècle ;
- Saint Pierre et saint Paul[18] ;
- Les Pèlerins d'Emmaüs [19] du XIXe siècle ;
- Des peintures monumentales :
  - Christ en croix sur un cimetière du front [20] de 1927, œuvre de Henri Marret qui est aussi un monument aux morts de la Grande guerre ;
  - Chemin de croix [21] de 1927, oeuvre de Henri Marret.